# Watashi ga Koibito ni Nareru Wake Naijan, Muri Muri! Muri Janakatta!?
Watashi ga Koibito ni Nareru Wakenaijan, Muri Muri! (*Muri Janakatta!?) (Nhật: わたしが恋人になれるわけないじゃん、ムリムリ！（※ムリじゃなかった!?）) là một bộ light novel thuộc thể loại yuri do Mikami Teren viết và Takeshima Eku minh họa. Tính đến tháng 7 năm 2024, Shūeisha đã phát hành bảy tập của bộ truyện dưới ấn hiệu Dash X Bunko. Bộ manga chuyển thể do Musshu phụ trách đã ra mắt trên mục Dash X Comic của website Niconico Seiga thuộc Shūeisha vào tháng tháng 3 năm 2020. Phiên bản anime truyền hình chuyển thể của Studio Mother lên sóng từ tháng 7 năm 2025.

## Nhân vật
Amaori Renako (甘織 れな子)
Lồng tiếng bởi: Ayaka Ōhashi (PV), Kanna Nakamura (anime)
Oduka Mai (王塚 真唯)
Lồng tiếng bởi: Azusa Tadokoro (PV), Saori Ōnishi (anime)
Sena Ajisai (瀬名 紫陽花)
Lồng tiếng bởi: Manaka Iwami (PV), Yukari Anzai (anime)

## Truyền thông

### Light novel
Dưới ngòi bút của Mikami Teren và phần minh họa do Takeshima Eku phụ trách, Watanare đã ra mắt dưới ấn hiệu Dash X Bunko imprint của Shūeisha. Bộ truyện đã phát hành tổng cộng 6 tập tính đến ngày 24 tháng 11 năm 2023.
| # | Ngày phát hành       | ISBN              |
| - | -------------------- | ----------------- |
| 1 | 21 tháng 2 năm 2020  | 978-4-08-631356-8 |
| 2 | 25 tháng 8 năm 2020  | 978-4-08-631379-7 |
| 3 | 23 tháng 4 năm 2021  | 978-4-08-631412-1 |
| 4 | 25 tháng 10 năm 2021 | 978-4-08-631439-8 |
| 5 | 24 tháng 2 năm 2023  | 978-4-08-631480-0 |
| 6 | 24 tháng 11 năm 2023 | 978-4-08-631528-9 |
| 7 | 25 tháng 12 năm 2024 | 978-4-08-631568-5 |

### Manga
Bộ manga manga chuyển thể do Musshu phụ trách đã ra mắt trên mục 
Dash X Comic của website Niconico Seiga thuộc Shūeisha vào ngày 15 tháng 3 năm 2020. Tính đến ngày 19 tháng 11 năm 2024, bộ truyện đã ra mắt 7 tập tankōbon.
| # | Ngày phát hành       | ISBN              |
| - | -------------------- | ----------------- |
| 1 | 16 tháng 10 năm 2020 | 978-4-08-891719-1 |
| 2 | 19 tháng 4 năm 2021  | 978-4-08-891891-4 |
| 3 | 19 tháng 10 năm 2021 | 978-4-08-892126-6 |
| 4 | 19 tháng 4 năm 2022  | 978-4-08-892321-5 |
| 5 | 17 tháng 3 năm 2023  | 978-4-08-892654-4 |
| 6 | 19 tháng 12 năm 2023 | 978-4-08-893110-4 |
| 7 | 19 tháng 9 năm 2024  | 978-4-08-893432-7 |
| 8 | 18 tháng 6 năm 2025  | 978-4-08-893790-8 |

### Anime
Ngày 19 tháng 11 năm 2024, phía Remow đã công bố thông tin bề phiên bản anime truyền hình chuyển thể. Bộ phim do Studio Mother sản xuất hoạt họa, Uchinuma Natsumi giữ vai trò đạo diễn, Arakawa Naruhisa chấp bút phần kịch bản, Kojikoji thiết kế nhân vật, và Yoshiaki Fujisawa biên soạn nhạc phim. Nanawo Akari phụ trách nhạc hiệu mở đầu "Muri Muri Evolution" (ムリムリ進化論) trong khi Philosophy no Dance trình bày ca khúc kết thúc "Mayocchauwa" (迷っちゃうわ). Tác phẩm dự kiến lên sóng tại Nhật Bản trên Tokyo MX và một số kênh truyền hình khác, đồng thời Remow sẽ phân phối bộ phim ra thị trường quốc tế từ ngày 7 tháng 7 năm 2025. Trong khi đó, 66cc là đơn vị nắm bản quyền phân phối tác phẩm tại Đài Loan, Ma Cao và Hồng Kông.

#### Tập phim
| TT. | Tiêu đề | Đạo diễn         | Biên kịch        | Bảng phân cảnh   | Ngày phát hành gốc  |
| --- | --- | ---------------- | ---------------- | ---------------- | ------------------- |
| 1   | "Koibito Toka, Zettai ni Muri!" (tiếng Nhật: 恋人とか、ぜったいにムリ!)                                                | Uchinuma Natsumi | Arakawa Naruhisa | Uchinuma Natsumi | 7 tháng 7 năm 2025  |
| 2   | "Hajimete no Kiss Nande, Muri!" (tiếng Nhật: 初めてのキスなんて、ムリ!)                                                | Nakamura Yuto    | Arakawa Naruhisa | Uchinuma Natsumi | 14 tháng 7 năm 2025 |
| 3   | "Muriyari Nande, Dame Muri!" (tiếng Nhật: ムリヤリなんて、だめムリ!)                                                   | Inoue Daisuke    | Arakawa Naruhisa | Inoue Daisuke    | 21 tháng 7 năm 2025 |
| 4   | "Mai Nante, Yappari Muri Muri! (*Muri Janakatta!?)" (tiếng Nhật: 真唯なんて、やっぱりムリムリ!（※ムリじゃなかった!?）) | Kushiya Kenta    | Arakawa Naruhisa | Kushiya Kenta    | 29 tháng 7 năm 2025 |